# Verdilhão

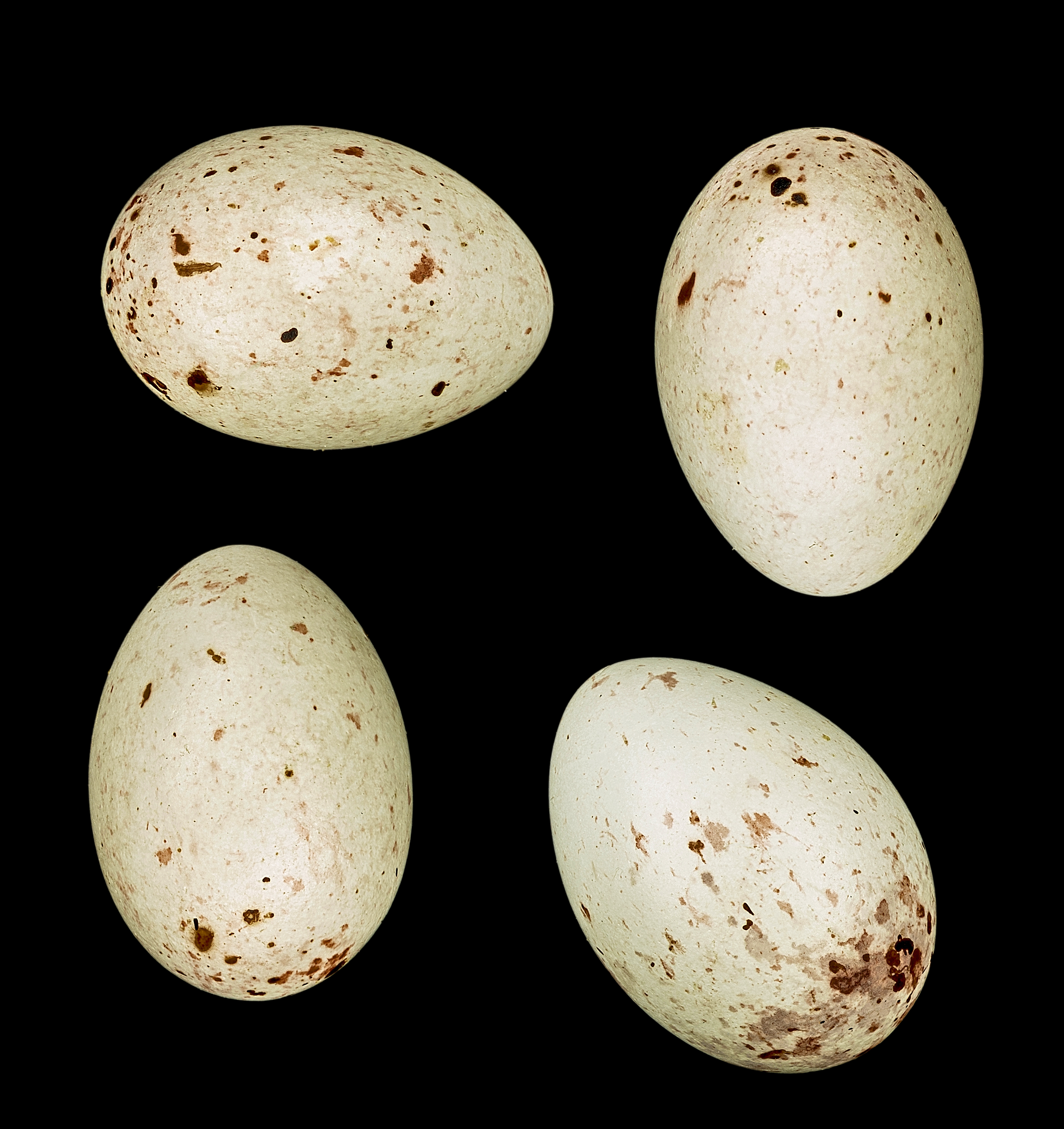
Ovos de verdilhão MHNT

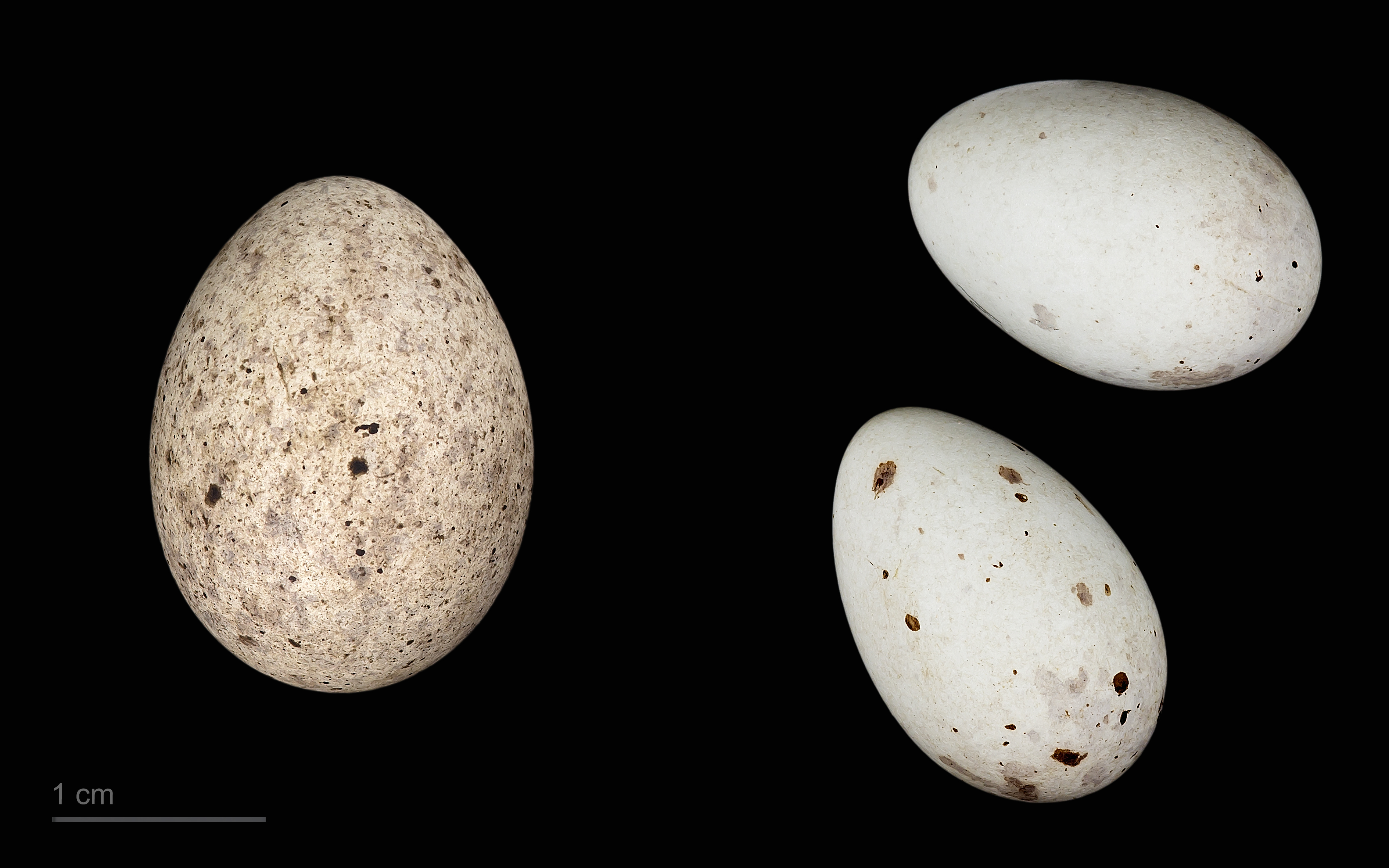
Cuculus canorus bangsi em um ninho de Carduelis chloris - MHNT

Verdilhão-europeu, verdilhão-ocidental ou verdilhão (Chloris chloris ou Carduelis chloris) é uma pequena ave passeriforme da família Fringillidae.

## Descrição
Tem entre 14 e 16 cm de comprimento, uma envergadura de cerca de 25 a 28 cm, um peso de 15 a 31 g e é similar em forma e tamanho ao tentilhão, com um corpo robusto e rechonchudo. A coloração do macho é essencialmente verde, com as margens das asas nas primárias amarelas tal como os bordos externos da cauda e o uropígio. As partes inferiores são amareladas com os flancos cinzentos, a cauda é cinzenta e preta com os bordos amarelos e as asas são também cinzentas com amarelo nas margens. As partes superiores são verde-oliva, a cabeça é esverdeada e as bochechas são cinzentas. As fêmeas e os juvenis têm tons mais escuros, com tons de castanho no dorso e com riscas escuras no peito e dorso nos juvenis. O bico é espesso e cónico, cor de carne.

## Distribuição
Ocorre na Europa, norte de África e sudoeste da Ásia. É essencialmente residente, embora algumas populações mais a norte possam migrar para sul. Esta ave também foi introduzida na Austrália, na Nova Zelândia e no Uruguai. (IUCN 2014)

## Taxonomia
O verdilhão é uma das várias espécies originalmente descritas por  Linnaeus, em 1758, na 10ª edição da sua obra Systema Naturae, com o nome de Loxia chloris.
Análises filogenéticas recentes indicam que é parente próximo do Verdilhão-oriental (Chloris sinica) e do Verdilhão-de-peito-amarelo (Chloris spinoides), e  que juntamente com o Verdilhão-de-cabeça-preta (Chloris ambigua) e o Verdilhão-do-vietname (Chloris monguilloti) pelo que foram integrados no género Chloris, recuperado, o que implicou uma revisão da taxonomia e das relações entre espécies, dividindo o género Carduelis.
 Consideram-se dez subespécies.
Subespécies e sua Distribuição:
- C. c. chloris (Linnaeus, 1758) – norte da Escócia, Noruega e norte e centro da França para leste até aos Montes Urais centrais, noroeste do Cazaquistão e oeste da Sibéria, sul da Hungria e norte da Ucrânia; os pássaros que criam no nordeste migram para o sul da  Europa, no inverno.
- C. c. chlorotica ( Bonaparte, 1850) – sul e centro da Turquia, Síria, Líbano, Israel, oeste da Jordânia e nordeste do Egito.
- C. c. aurantiiventris ( Cabanis, 1851) – Arquipélago da Madeira, Canárias , sul de França e Espanha (excepto noroeste), para leste até ao este da Croácia, oeste e sul da Grécia, Creta, Dodecaneso e Chipre, Também no norte da Tunísia e noroeste da Líbia; fora da época de reprodução, de  Marrocos até ao norte do  Egipto.
- C. c. muehlei (Parrot, 1905) – Sérvia, Macedónia, Roménia e para sul da Moldova até ao centro e sul da Grécia; Anatólia, fora da época de reprodução.
- C. c. turkestanica ( Zarudny, 1907) – oeste e norte de  Tian Shan desde o sul do  Cazaquistão até ao Quirguistão e Tajiquistão central; de inverno migra para o noroeste do Afeganistão.
- C. c. bilkevitchi ( Zarudny, 1911) – da Crimeia até ao Cáucaso, nordeste da Turquia, norte do  Irão e sudoeste do Turquemenistão.
- C. c. madaraszi ( Tschusi, 1911) – Córsega e Sardenha.
- C. c. harrisoni ( Clancey, 1940) – Grã-Bretanha (exceto norte da Escócia) e Irlanda.
- C. c. vanmarli (Voous, 1951) – noroeste de Espanha, Portugal e noroeste de Marrocos.
- C. c. voousi (Roselaar, 1993) – do centro de Marrocos até ao norte da Argélia.

## Etimologia
Chloris, "khloris" ou χλωρις (em lígua grega), de "khloros" ou χλωρος, significa amarelo-esverdeado, verde pálido ou pálido.

## Habitat
A uma área de distribuição tão extensa, corresponde, pois, um habitat bastante variado.
Podemos encontrar o verdilhão em bosques abertos e nas suas orlas, em zonas cobertas de mato e arbustos, em sebes, parques, jardins e terrenos cultivados. Frequenta também pomares, bosques de coníferas, orlas das florestas, margens de cursos de água, prados e qualquer outra zona em que o acesso a sementes, frutos e insetos seja fácil. É uma espécie residente, mas os pássaros mais a norte migram para sul, no inverno, dispersando-se por habitats variados, incluindo a orla marítima. Adaptou-se bem à presença humana.

## Alimentação
Alimenta-se basicamente de sementes, principalmente de Polygonaceae, de Asteraceae, de Rosaceae e de cereais, mas também sementes de diversas árvores  e arbustos (ulmeiro, tília, pinheiro). Consome também pequenos frutos, bagas, rebentos e pequenos insetos (na época de reprodução). Gosta especialmente de sementes de girassol, sendo um frequentador assíduo  dos alimentadores de pássaros existentes em parques e jardins.

## Nidificação
A época de reprodução tem lugar entre meados de Abril e fins de Agosto. O ninho é construído pela fêmea, num arbusto, trepadeira, árvore pequena, ou numa conífera, com raminhos, ervas secas, musgos forrado com raízes finas, fibras vegetais, pelos, penas e lã. A fêmea põe entre 4 e 6 ovos, azuis-claro ou esbranquiçados com pintas roxas ou violeta. A incubação dura 13 a 14 dias, feita pela fêmea que é alimentado pelo macho. Quando nascem as crias estão cobertas por uma penugem comprida e acinzentada. Nos primeiros dias são alimentadas pelos pais com larvas de insetos e depois são alimentadas com uma pasta de sementes regurgitada. Deixam o ninho com 17-18 dias. As fêmeas fazem, por ano, duas a três posturas.

## Comportamento
O verdilhão é uma ave solitária, mas fora do período de reprodução, no inverno, junta-se em bandos, que incluem pássaros de outras espécies.
No período de reprodução, o macho faz um voo ondulante, descrevendo círculos, com um batimento lento das asas, enquanto canta, para atrair a fêmea.

## Filogenia
Obtida por Arnaiz-Villena et al e Zamora et al.

## Galeria

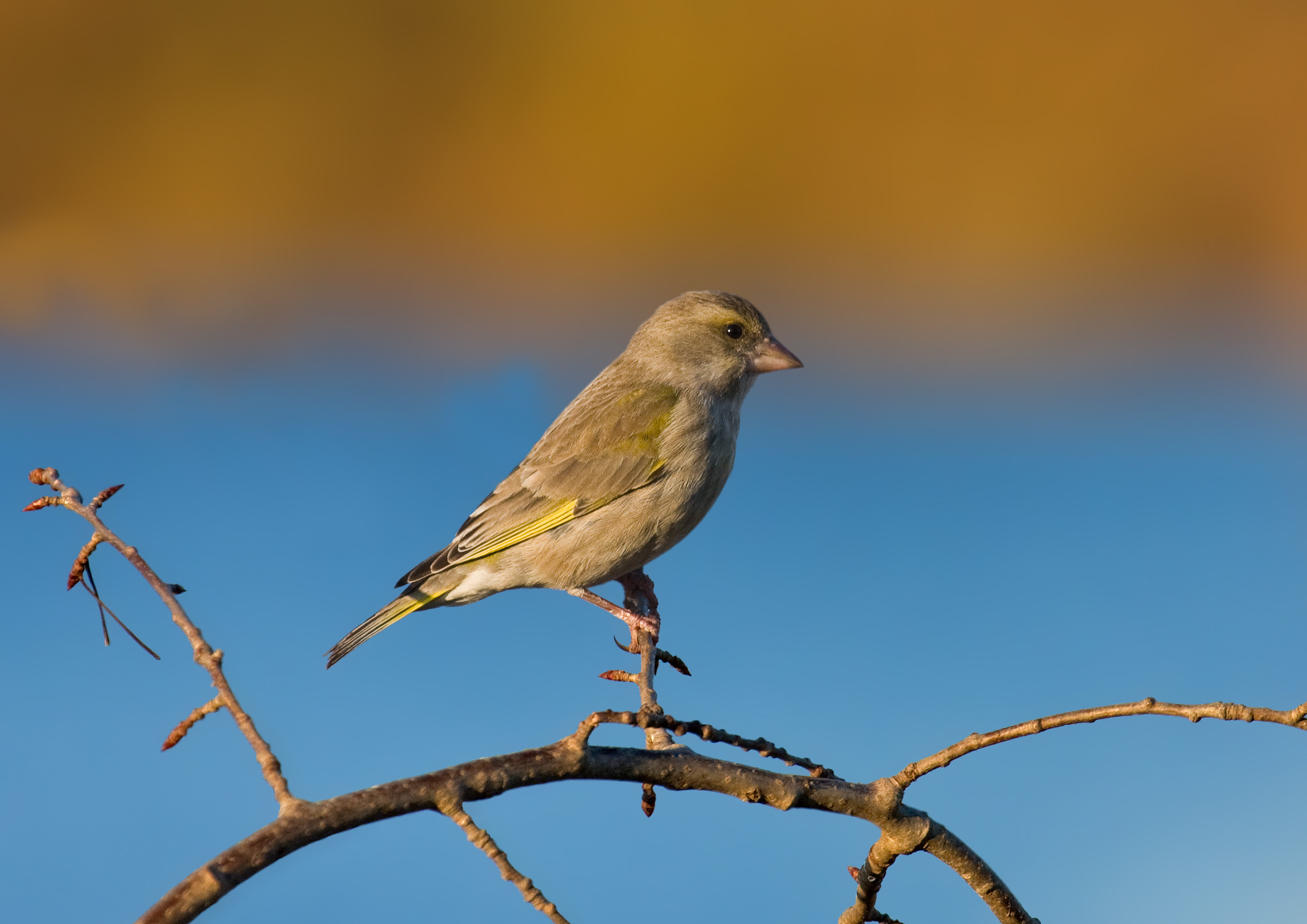
Fêmea
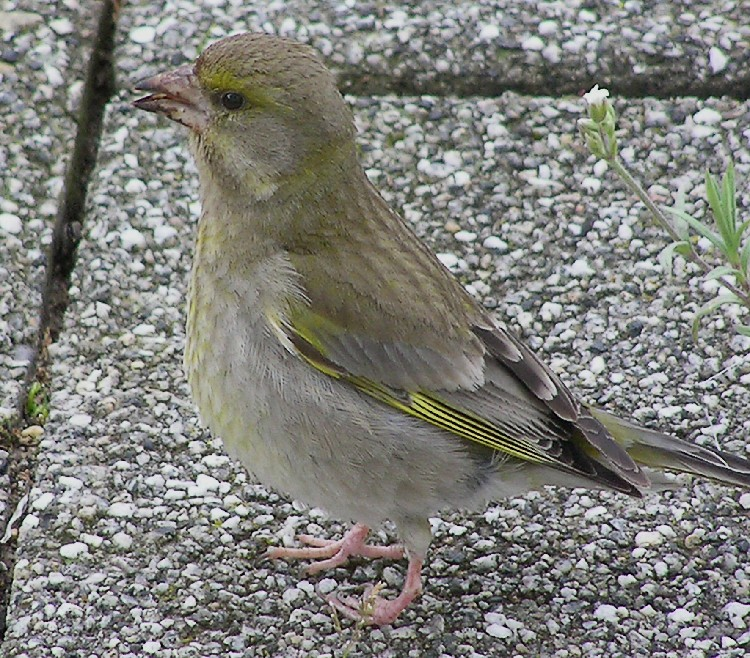
Verdilhão
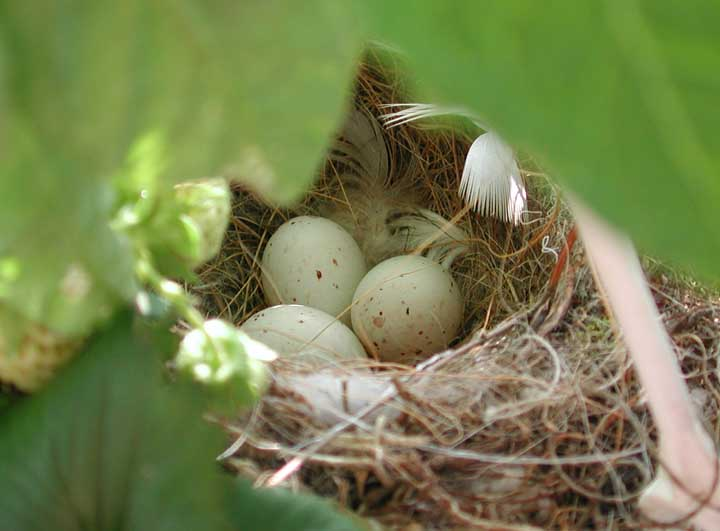
Ninho de verdilhão com ovos
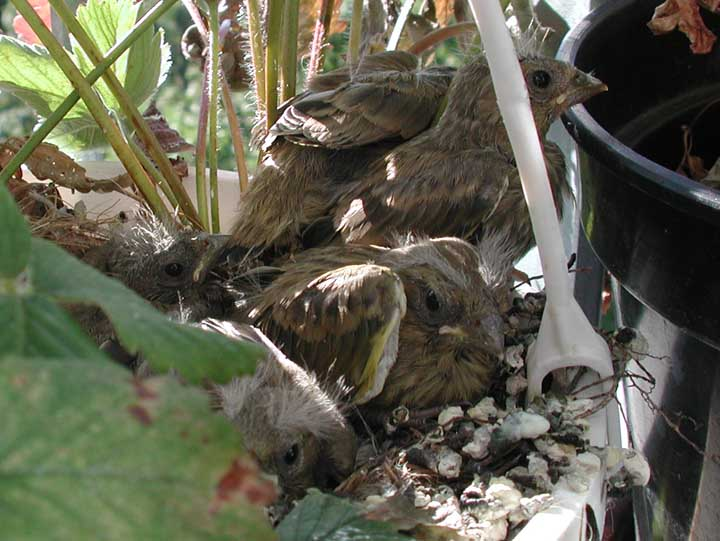
Verdilhões juvenis antes de deixarem o ninho
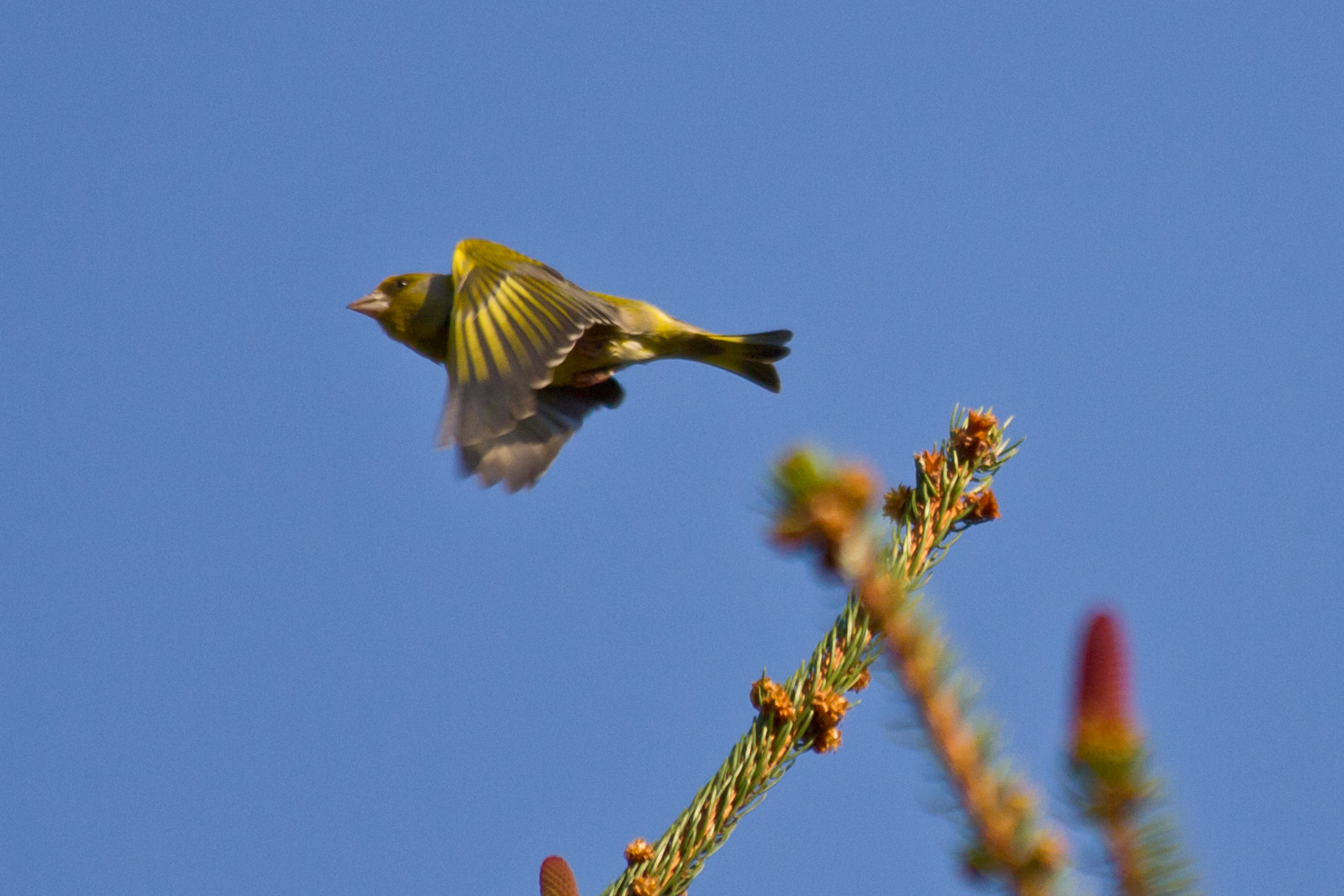
Verdilhão em voo
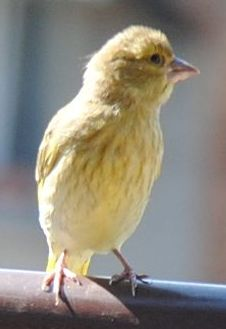
Juvenil
- Crias alimentadas pelos pais
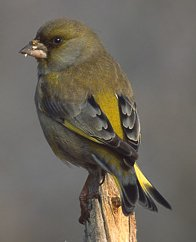
Verdilhão de costas
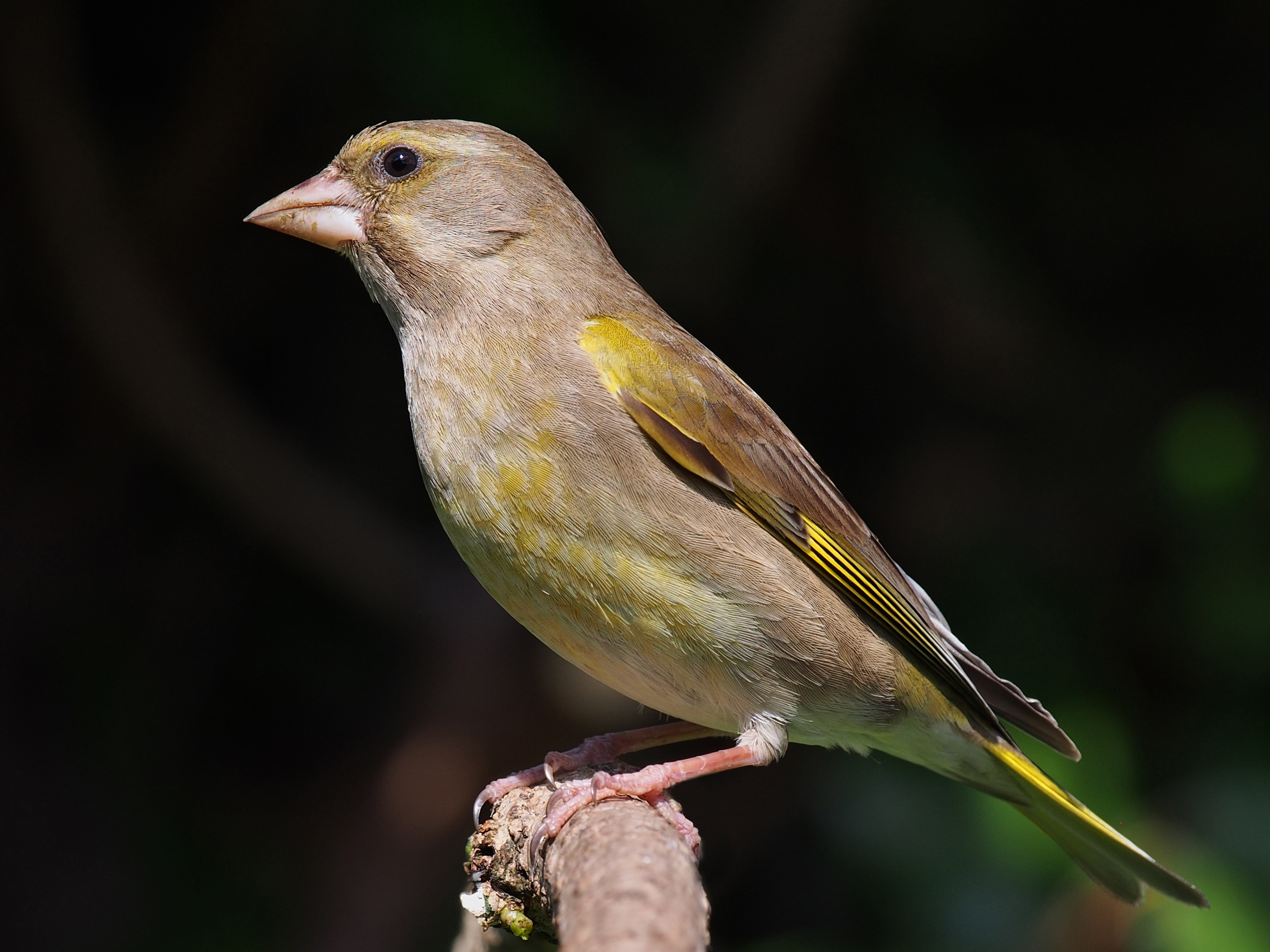
Verdilhão fêmea
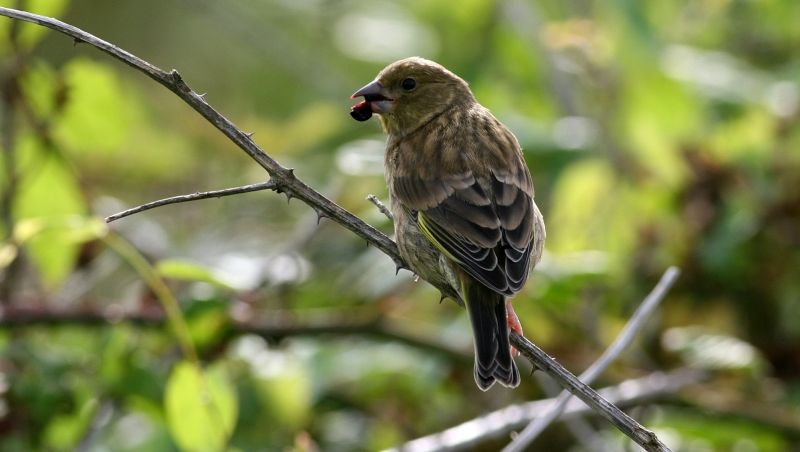
Juvenil
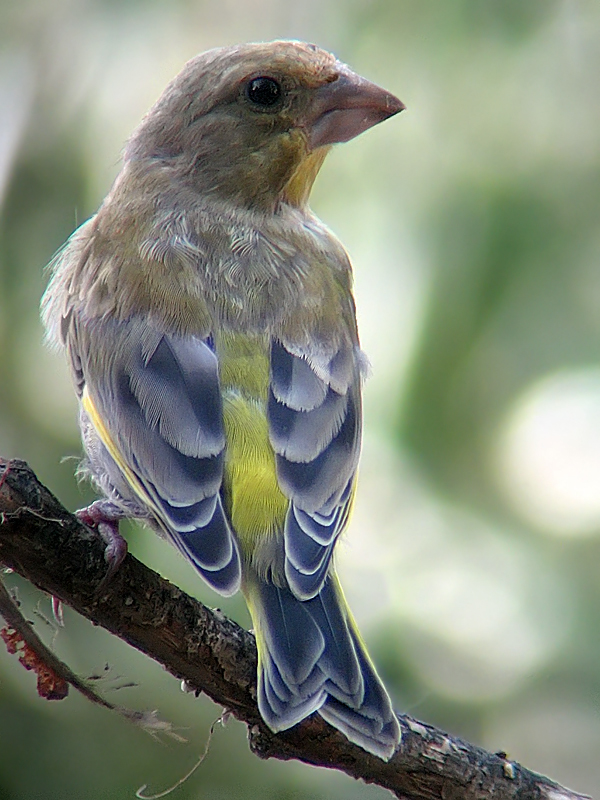
Juvenil macho.
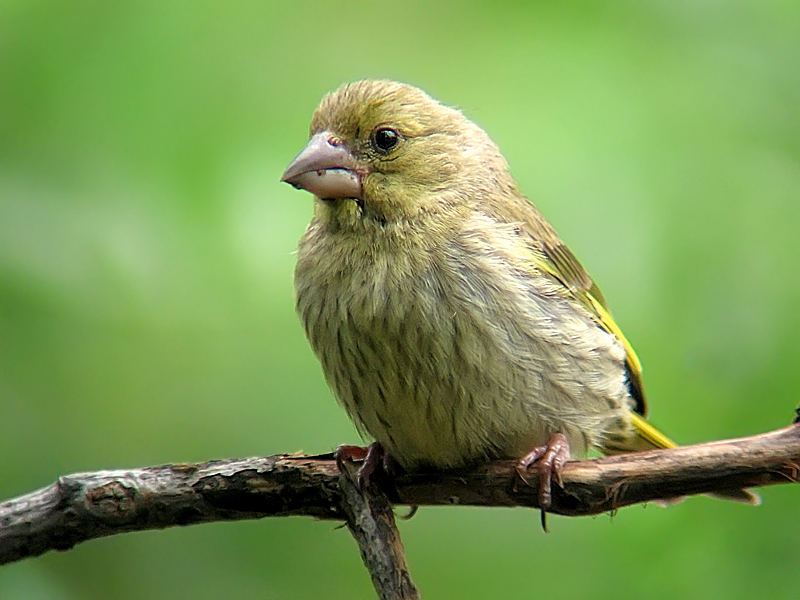
Juvenil independente.
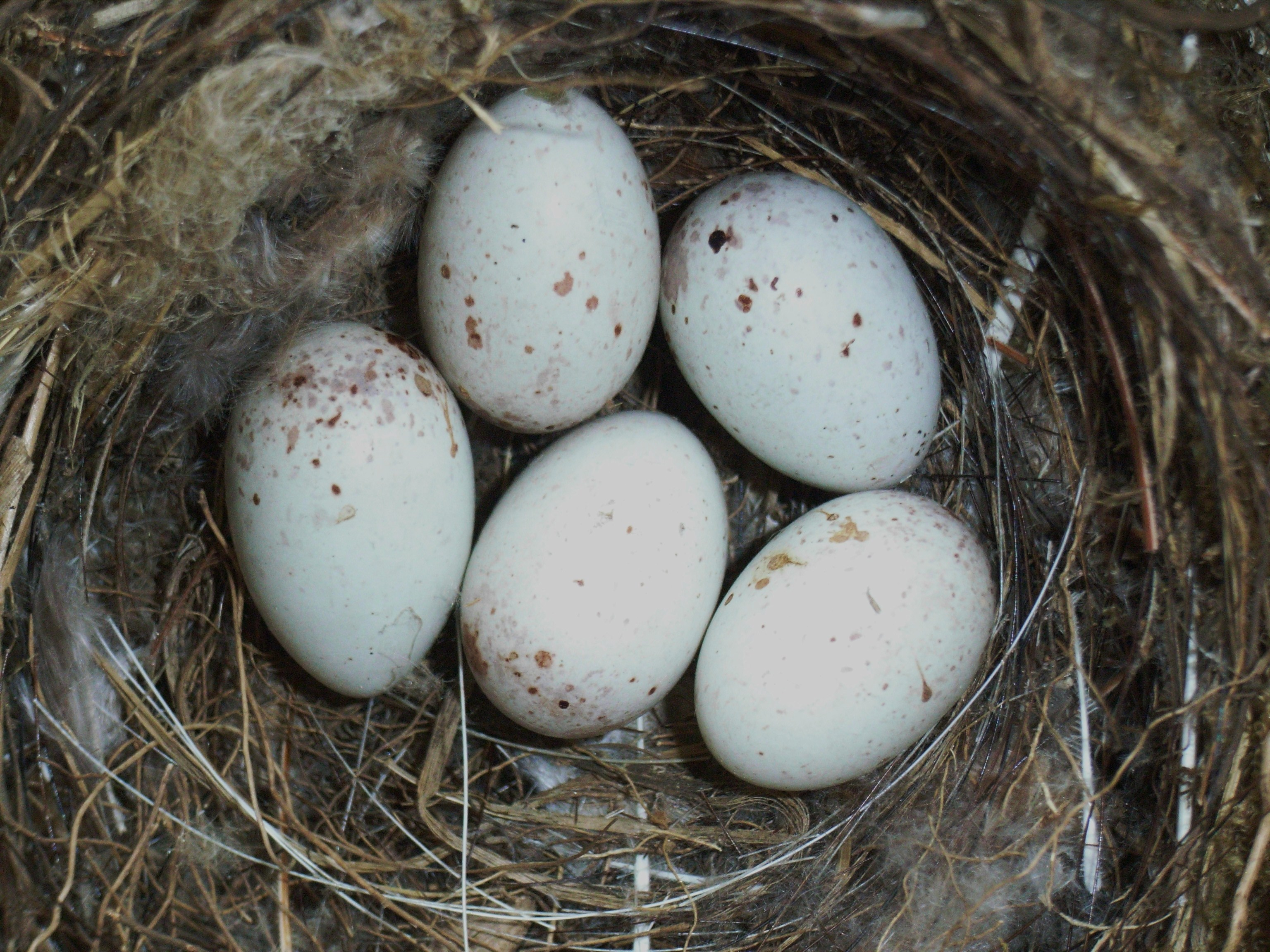
Ninho com ovos de Chloris chloris.